# Liste der Fahnenträger der bahamaischen Mannschaften bei Olympischen Spielen
Die Liste der Fahnenträger der bahamaischen Mannschaften bei Olympischen Spielen listet chronologisch alle Fahnenträger bahamaischer Mannschaften bei den Eröffnungsfeiern Olympischer Spiele auf.

## Liste der Fahnenträger
| Mannschaft             | Veranstaltung | Fahnenträger (EF)             | Fahnenträger (AF) |
| ---------------------- | ------------- | ----------------------------- | ----------------- |
| 1952 in Helsinki       | Sommerspiele  |                               |                   |
| 1956 in Melbourne      | Sommerspiele  |                               |                   |
| 1960 in Rom            | Sommerspiele  | Harold Munnings (Offizieller) |                   |
| 1964 in Tokio          | Sommerspiele  |                               |                   |
| 1968 in Mexiko-Stadt   | Sommerspiele  |                               |                   |
| 1972 in München        | Sommerspiele  | Michael Sands                 |                   |
| 1976 in Montreal       | Sommerspiele  | Michael Sands                 |                   |
| 1984 in Los Angeles    | Sommerspiele  | Bradley Cooper                |                   |
| 1988 in Seoul          | Sommerspiele  | Durward Knowles               |                   |
| 1992 in Barcelona      | Sommerspiele  |                               |                   |
| 1996 in Atlanta        | Sommerspiele  | Frank Rutherford              |                   |
| 2000 in Sydney         | Sommerspiele  | Pauline Davis-Thompson        |                   |
| 2004 in Athen          | Sommerspiele  | Debbie Ferguson               | Debbie Ferguson   |
| 2008 in Peking         | Sommerspiele  | Debbie Ferguson-McKenzie      | Leevan Sands      |
| 2012 in London         | Sommerspiele  | Chris Brown                   | Chandra Sturrup   |
| 2016 in Rio de Janeiro | Sommerspiele  | Shaunae Miller                | Leevan Sands      |
| 2020 in Tokio          | Sommerspiele  | Joanna Evans                  | Megan Moss        |
| 2020 in Tokio          | Sommerspiele  | Donald Thomas                 | Megan Moss        |
| 2024 in Paris          | Sommerspiele  | Devynne Charlton              | Charisma Taylor   |
| 2024 in Paris          | Sommerspiele  | Steven Gardiner               | Charisma Taylor   |

Anmerkung: (EF) = Eröffnungsfeier, (AF) = Abschlussfeier

## Statistik
| Rang    | Sportart       | EF | AF | ∑  |
| ------- | -------------- | -- | -- | -- |
| 1       | Leichtathletik | 12 | 6  | 18 |
| 2       | Schwimmen      | 1  | 0  | 1  |
| 2       | Segeln         | 1  | 0  | 1  |
| 2       | Offizieller    | 1  | 0  | 1  |
| Gesamt: | Gesamt:        | 15 | 6  | 21 |

| Rang                   | Sportart | EF | AF | ∑ |
| ---------------------- | -------- | -- | -- | - |
| bisher keine Teilnahme |          |    |    |   |
| Gesamt:                | Gesamt:  | 0  | 0  | 0 |

| Rang    | Sportart       | EF | AF | ∑  |
| ------- | -------------- | -- | -- | -- |
| 1       | Leichtathletik | 12 | 6  | 18 |
| 2       | Schwimmen      | 1  | 0  | 1  |
| 2       | Segeln         | 1  | 0  | 1  |
| 2       | Offizieller    | 1  | 0  | 1  |
| Gesamt: | Gesamt:        | 15 | 6  | 21 |